# Luis Copete
Luis Fernando Copete (Itsima, 12 febbraio 1989) è un calciatore nicaraguense, difensore dell'Once Municipal.

## Carriera

### Club
Ha giocato nel campionato nicaraguense, costaricano, colombiano e peruviano.

### Nazionale
Ha debuttato in Nazionale nel 2014 ed è stato successivamente convocato per la Gold Cup 2017.

## Statistiche

### Cronologia presenze e reti in nazionale
| Cronologia completa delle presenze e delle reti in nazionale ― Nicaragua | Cronologia completa delle presenze e delle reti in nazionale ― Nicaragua | Cronologia completa delle presenze e delle reti in nazionale ― Nicaragua | Cronologia completa delle presenze e delle reti in nazionale ― Nicaragua | Cronologia completa delle presenze e delle reti in nazionale ― Nicaragua | Cronologia completa delle presenze e delle reti in nazionale ― Nicaragua | Cronologia completa delle presenze e delle reti in nazionale ― Nicaragua | Cronologia completa delle presenze e delle reti in nazionale ― Nicaragua |
| Data                                                                     | Città                                                                    | In casa                                                                  | Risultato                                                                | Ospiti                                                                   | Competizione                                                             | Reti                                                                     | Note                                                                     |
| ------------------------------------------------------------------------ | ------------------------------------------------------------------------ | ------------------------------------------------------------------------ | ------------------------------------------------------------------------ | ------------------------------------------------------------------------ | ------------------------------------------------------------------------ | ------------------------------------------------------------------------ | ------------------------------------------------------------------------ |
| 14-8-2014                                                                | Antigua Guatemala                                                        | Guatemala                                                                | 3 – 0                                                                    | Nicaragua                                                                | Amichevole                                                               | -                                                                        |                                                                          |
| 3-9-2014                                                                 | Washington                                                               | Costa Rica                                                               | 3 – 0                                                                    | Nicaragua                                                                | Coppa centroamericana 2014                                               | -                                                                        |                                                                          |
| 11-9-2014                                                                | Houston                                                                  | Panama                                                                   | 2 – 0                                                                    | Nicaragua                                                                | Coppa centroamericana 2014                                               | -                                                                        |                                                                          |
| 14-9-2014                                                                | Los Angeles                                                              | Honduras                                                                 | 1 – 0                                                                    | Nicaragua                                                                | Coppa centroamericana 2014                                               | -                                                                        |                                                                          |
| 19-11-2014                                                               | Managua                                                                  | Nicaragua                                                                | 0 – 2                                                                    | El Salvador                                                              | Amichevole                                                               | -                                                                        | 31’                                                                      |
| 24-3-2015                                                                | Managua                                                                  | Nicaragua                                                                | 5 – 0                                                                    | Anguilla                                                                 | Qual. Mondiali 2018                                                      | 2                                                                        | 64’                                                                      |
| 29-3-2015                                                                | The Valley                                                               | Anguilla                                                                 | 0 – 3                                                                    | Nicaragua                                                                | Qual. Mondiali 2018                                                      | -                                                                        | 39’                                                                      |
| 8-6-2015                                                                 | Managua                                                                  | Nicaragua                                                                | 1 – 0                                                                    | Suriname                                                                 | Qual. Mondiali 2018                                                      | -                                                                        |                                                                          |
| 16-6-2015                                                                | Paramaribo                                                               | Suriname                                                                 | 1 – 3                                                                    | Nicaragua                                                                | Qual. Mondiali 2018                                                      | -                                                                        |                                                                          |
| 5-9-2015                                                                 | Kingston                                                                 | Giamaica                                                                 | 2 – 3                                                                    | Nicaragua                                                                | Qual. Mondiali 2018                                                      | -                                                                        |                                                                          |
| 9-9-2015                                                                 | Managua                                                                  | Nicaragua                                                                | 0 – 2                                                                    | Giamaica                                                                 | Qual. Mondiali 2018                                                      | -                                                                        |                                                                          |
| 14-10-2015                                                               | Port of Spain                                                            | Trinidad e Tobago                                                        | 0 – 0                                                                    | Nicaragua                                                                | Amichevole                                                               | -                                                                        | 82’                                                                      |
| 11-12-2015                                                               | Estelí                                                                   | Nicaragua                                                                | 1 – 0                                                                    | Cuba                                                                     | Amichevole                                                               | -                                                                        | 45’                                                                      |
| 28-1-2016                                                                | Managua                                                                  | Nicaragua                                                                | 1 – 3                                                                    | Honduras                                                                 | Amichevole                                                               | -                                                                        | 82’                                                                      |
| 10-3-2016                                                                | Managua                                                                  | Nicaragua                                                                | 1 – 1                                                                    | El Salvador                                                              | Amichevole                                                               | 1                                                                        | 87’                                                                      |
| 1-9-2016                                                                 | Managua                                                                  | Nicaragua                                                                | 0 – 0                                                                    | Saint Kitts e Nevis                                                      | Amichevole                                                               | -                                                                        | Cap. 90’                                                                 |
| 28-12-2016                                                               | Managua                                                                  | Nicaragua                                                                | 2 – 1                                                                    | Trinidad e Tobago                                                        | Amichevole                                                               | -                                                                        |                                                                          |
| 31-12-2016                                                               | Managua                                                                  | Nicaragua                                                                | 1 – 3                                                                    | Trinidad e Tobago                                                        | Amichevole                                                               | -                                                                        | 45’                                                                      |
| 13-1-2017                                                                | Panama                                                                   | Honduras                                                                 | 2 – 1                                                                    | Nicaragua                                                                | Coppa centroamericana 2017                                               | -                                                                        |                                                                          |
| 16-1-2017                                                                | Panama                                                                   | Panama                                                                   | 2 – 1                                                                    | Nicaragua                                                                | Coppa centroamericana 2017                                               | -                                                                        |                                                                          |
| 20-1-2017                                                                | Panama                                                                   | Nicaragua                                                                | 3 – 1                                                                    | Belize                                                                   | Coppa centroamericana 2017                                               | -                                                                        |                                                                          |
| 22-1-2017                                                                | Panama                                                                   | El Salvador                                                              | 1 – 0                                                                    | Nicaragua                                                                | Coppa centroamericana 2017                                               | -                                                                        |                                                                          |
| 25-3-2017                                                                | Port-au-Prince                                                           | Haiti                                                                    | 3 – 1                                                                    | Nicaragua                                                                | Gold Cup 2017 - Preliminare                                              | -                                                                        |                                                                          |
| 28-3-2017                                                                | Managua                                                                  | Nicaragua                                                                | 3 – 0                                                                    | Haiti                                                                    | Gold Cup 2017 - Preliminare                                              | -                                                                        |                                                                          |
| 9-7-2017                                                                 | Nashville                                                                | Martinica                                                                | 2 – 0                                                                    | Nicaragua                                                                | Gold Cup 2017 - 1º Turno                                                 | -                                                                        |                                                                          |
| 13-7-2017                                                                | Tampa                                                                    | Panama                                                                   | 2 – 1                                                                    | Nicaragua                                                                | Gold Cup 2017 - 1º Turno                                                 | -                                                                        |                                                                          |
| 16-7-2017                                                                | Cleveland                                                                | Nicaragua                                                                | 0 – 3                                                                    | Stati Uniti                                                              | Gold Cup 2017 - 1º Turno                                                 | -                                                                        | 51’, 85’                                                                 |
| 18-11-2018                                                               | Managua                                                                  | Nicaragua                                                                | 0 – 2                                                                    | Haiti                                                                    | CONCACAF Nations League 2019-2020 - Qualificazioni                       | -                                                                        | 90’                                                                      |
| 3-3-2019                                                                 | Sucre                                                                    | Bolivia                                                                  | 2 – 2                                                                    | Nicaragua                                                                | Amichevole                                                               | -                                                                        | 41’                                                                      |
| 8-6-2019                                                                 | San Juan                                                                 | Argentina                                                                | 5 – 1                                                                    | Nicaragua                                                                | Amichevole                                                               | -                                                                        | 85’                                                                      |
| 17-6-2019                                                                | San José                                                                 | Costa Rica                                                               | 4 – 0                                                                    | Nicaragua                                                                | Gold Cup 2019 - 1º Turno                                                 | -                                                                        | 80’                                                                      |
| 21-6-2019                                                                | Frisco                                                                   | Nicaragua                                                                | 0 – 2                                                                    | Haiti                                                                    | Gold Cup 2019 - 1º Turno                                                 | -                                                                        |                                                                          |
| 25-6-2019                                                                | Harrison                                                                 | Bermuda                                                                  | 2 – 0                                                                    | Nicaragua                                                                | Gold Cup 2019 - 1º Turno                                                 | -                                                                        |                                                                          |
| 27-3-2021                                                                | San Cristóbal                                                            | Turks e Caicos                                                           | 0 – 7                                                                    | Nicaragua                                                                | Qual. Mondiali 2022                                                      | -                                                                        | 21’                                                                      |
| 5-6-2021                                                                 | Managua                                                                  | Nicaragua                                                                | 3 – 0                                                                    | Belize                                                                   | Qual. Mondiali 2022                                                      | -                                                                        | 59’                                                                      |
| 8-6-2021                                                                 | Port-au-Prince                                                           | Haiti                                                                    | 1 – 0                                                                    | Nicaragua                                                                | Qual. Mondiali 2022                                                      | -                                                                        |                                                                          |
| 25-3-2023                                                                | Managua                                                                  | Nicaragua                                                                | 4 – 1                                                                    | Saint Vincent e Grenadine                                                | CONCACAF Nations League 2022-2023 - 1º Turno                             | -                                                                        |                                                                          |
| 28-3-2023                                                                | Bacolet                                                                  | Trinidad e Tobago                                                        | 1 – 1                                                                    | Nicaragua                                                                | CONCACAF Nations League 2022-2023 - 1º Turno                             | -                                                                        | 45’                                                                      |
| Totale                                                                   |                                                                          | Presenze                                                                 | 38                                                                       |                                                                          | Reti                                                                     | 3                                                                        |                                                                          |